# Josep Puig i Esteve
Josep Puig i Esteve (Agramunt, Urgell 1876 - 1931) fou un sindicalista dels dependents de comerç. Fou un dels fundadors del CADCI el 1903, en fou secretari fins al 1910 i després en fou president del 1910 al 1917. Mantingué relacions amb la UFNR, però el 1917 fou elegit regidor de l'Ajuntament de Barcelona com a membre de la Lliga Regionalista.